# 佩尼亚伦
佩尼亚伦，是西班牙卡斯蒂利亚-拉曼恰瓜达拉哈拉省的一个市镇。总面积59平方公里，总人口126人（2001年），人口密度2人/平方公里。